# Ekvecklare
Ekvecklare (Tortrix viridana) är en ljusgrön fjäril med ett vingspann på 18-23 millimeter. Den har fått sitt namn på grund av att den lägger sina ägg i ekens trädkrona. Äggen läggs redan på tidigt på hösten, övervintrar i trädet och kläcks vid ekens lövsprickning.
Ekvecklaren förekommer i lövskog, parker och trädgårdar med ek över hela Europa.
Ekvecklare kan uppträda massvis och äta alla blad av ett träd. Larverna skapar ett litet tråd och når så marken. När populationen är stor lever larverna även på andra trädarter. Puppan bildas i ihoprullade blad, i sprickor i barken eller i marken. Efter cirka två veckor är insekten full utvecklad. Denna insekt äts av olika fåglar, av brokparasitsteklar, av parasitflugor och av röd skogsmyra. Några träd utvecklar polyfenoler med besk smak och de undviks av fjärilen.